# فیلیپ هالسمن

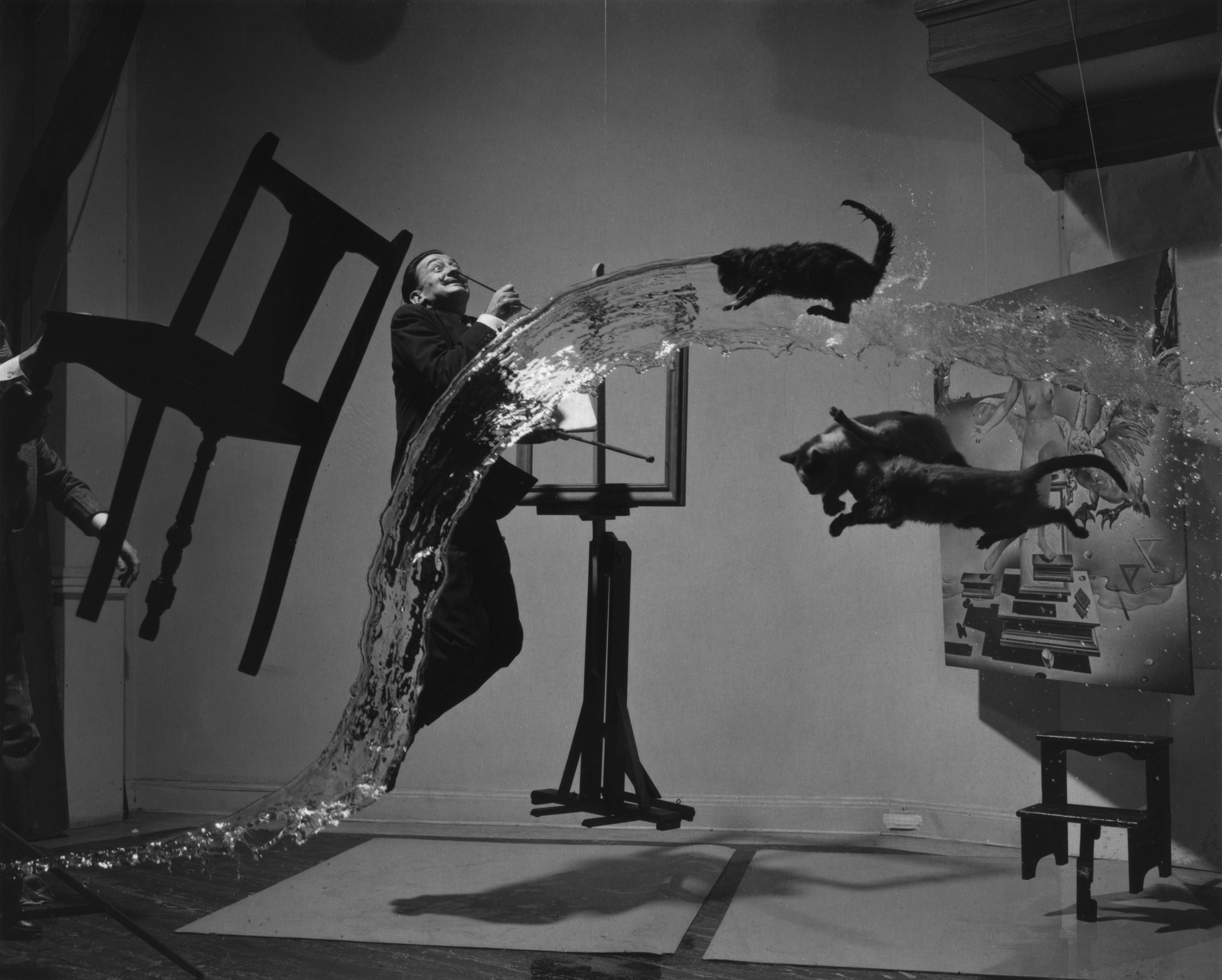
دالی آتومیکوس، نام نگاره‌ای سورئال از فیلیپ هالسمن به‌سال ۱۹۴۸ میلادی است که سالوادور دالی و چندین شی را در حین پرش و پرتاب‌شدن به‌تصویر کشیده‌است. این نگاره که روتوش نشده است، نخستین‌بار در مجلهٔ معتبر لایف منتشر شد. هالسمن برای ثبت این عکس بیش از ۶ ساعت وقت صرف کرد و ۲۸ عکس برداشت تا به نگارهٔ مورد نظر خود رسید.

فیلیپ هالسمن (انگلیسی: Philippe Halsman; ۲ مهٔ ۱۹۰۶ – ۲۵ ژوئن ۱۹۷۹) عکاس پرتره اهل ایالات متحده آمریکا بود. او در ریگای امپراتوری روسیه به دنیا آمد که بعدها جزء لتونی شد و در نیویورک درگذشت.

## زندگی و حرفه
او در ۱۹۰۶ میلادی در ریگا و در خانواده‌ای یهودی به‌دنیا آمد. پدرش مرداخ هالسمن دندان‌پزشک بود و مادرش، ایتا گرینتوش، آموزگار گرامر بود. او در درسدن مهندسی برق خواند.
در سپتامبر ۱۹۲۸، هالسمن ۲۲ ساله به قتل پدرش متهم شد درحالی‌که در تیرول اتریش، ناحیه‌ای با روحیات ضدنژادی، به‌سر می‌برد. پس از محاکمه و براساس شواهدی ضمنی، به چهار سال حبس محکوم شد. خانواده، دوستان و وکلایش برای آزادی او تلاش کردند و افراد سرشناسی چون زیگموند فروید، آلبرت اینشتین، توماس مان، یاکوب واسرمان، اریش فروم و پل پینلو از او حمایت کردند. هالسمن دو سال در زندان بود و در آن‌جا به سل مبتلا شد. نامه‌هایش از زندان در ۱۹۳۰ منتشر شدند. او توسط رئیس‌جمهور اتریش، ویلهلم میکلاس عفو شد و در اکتبر ۱۹۳۰ آزادی‌اش را به‌دست آورد.
هالسمن پس از آزادی به فرانسه رفت و با مجلات حوزه مد از جمله وگ همکاری کرد و به‌زودی به عنوان یکی از بهترین عکاسان پرتره فرانسه، شهرتی به‌هم زد. عکس‌های او شارپ بودند و برش‌هایش، نزدیک تصویر. هنگامی که نبرد فرانسه آغاز شد، به مارسی رفت. سپس ویزای آمریکا را با کمک دوست خانوادگی‌اش آلبرت اینشتین دریافت کرد.
هالسمن اولین موفقیتش در آمریکا را هنگامی به‌دست آورد که الیزابت آردن از تصویری که هالسمن از مدل آمریکایی کانستنس فورد گرفته بود، در مقابل پرچم آمریکا و در تبلیغی برای رژ لب «ویکتوری رِد» استفاده کرد. یک سال بعد، در ۱۹۴۲، کاری در مجله لایف پیدا کرد و از طرح‌های کلاه عکس می‌گرفت. تصویر او از مدلی که کلاه طراحی‌شده توسط لیلی دشِی را به‌سر گذاشته بود، اولین تصویر از ۱۰۱ تصویر روی جلدی است که او برای لایف کار کرد.
او در سال ۱۹۴۱ با هنرمند فراواقع‌گرا سالوادور دالی ملاقات کرد و در اواخر دهه ۱۹۴۰ همکاری خود را با او آغاز کرد. در ۱۹۴۸ اثر دالی با عنوان اتمیکوس ایده تعلیق را با سه گربه در حال پرواز، یک سطل آب پاشیده‌شده و خود دالی در حالی‌که به هوا پریده بود، به تصویر کشید. عنوان این عکس به اثر دیگر دالی، لدا اتمیکا اشاره دارد که در سمت راست تصویر و پشت دو گربه دیده می‌شود. به‌گفته هالسمن پیش از گرفتن تصویر راضی‌کننده، ۲۸ بار برای برداشتن این تصویر تلاش کرده است. 
در ۱۹۴۷ هالسمن یکی از مشهورترین عکس‌هایش را از آلبرت اینشتین برداشت. این تصویر در ۱۹۶۶ به صورت تمبر منتشر شد و در سال ۱۹۹۹ با عنوان «مرد قرن» روی جلد مجله تایم چاپ شد. 
در ۱۹۵۱ هالسمن از سوی ان‌بی‌سی مأمور شد از کمدین‌های مشهور آن زمان عکس بگیرد. از جمله این افراد می‌توان به میلتون برل، سید سیزر، گروچو مارکس و باب هوپ اشاره کرد. او غیر از تصاویری که از کمدین‌ها حین اجرایشان گرفته، از آنها در حال پریدن نیز عکس‌برداری کرد و این تصاویر، الهام‌بخش بسیاری از تصاویر در حال پریدن از افراد مشهور از جمله خانواده فورد، ادوارد هشتم، والیس سیمپسون، مریلین مونرو، ماریا فلیکس و ریچارد نیکسون بوده است.
از میان تصاویر مشهور او می‌توان به پرتره‌هایش از آلفرد هیچکاک، جودی گارلند، وینستون چرچیل، مریلین مونرو، دوروتی دندریج، پابلو پیکاسو و ژان کوکتو اشاره کرد. او در سال ۱۹۵۲ دوباره از جان اف. کندی عکاسی کرد. تصویر اول داخل جلد کتاب «پروفایلز این کورج» اثر کندی چاپ شد و تصویر دوم در طول مبارزات سناتوری او استفاده شد.
در سال ۲۰۰۷ فیلم پرش! براساس زندگی او ساخته شد و بن سیلورستون در نقش هالسمن ایفای نقش کرد.